# Tisanić Jarek
 Tisanić Jarek  falu Horvátországban Krapina-Zagorje megyében. Közigazgatásilag Zabokhoz  tartozik.

## Fekvése
Zágrábtól 26 km-re északra, községközpontjától  2 km-re északnyugatra Horvát Zagorje és a megye déli részén fekszik.

## Története
A településnek 1857-ben 145, 1910-ben 266 lakosa volt. Trianonig Varasd vármegye Klanjeci járásához tartozott.  2001-ben 342 lakosa volt.

## Nevezetességei
Szent Rókus tiszteletére szentelt kápolnáját 1952-ben építették.

## Külső hivatkozások
- Zabok hivatalos oldala
- A zaboki Szent Ilona plébánia honlapja